# Luca Barla
Luca Barla (né le 29 septembre 1987 à Bordighera, en Ligurie) est un coureur cycliste italien.

## Biographie
Après avoir remporté le titre de champion d'Italie des moins de 19 ans sur route en 2005, Luca Barla intègre la formation amateur UC Bergamasca 1902. En 2007, il termine meilleur jeune du Tour des Abruzzes et attire l'attention des équipes professionnelles, dont la formation Milram qui le prendra comme stagiaire dès l'été 2007.
Il signe en 2008 son premier contrat professionnel au sein de cette même équipe. À la suite de l'arrêt de la Milram en 2010, il rejoint l'équipe continentale japonaise Nippo puis l'équipe Androni Giocattoli en 2011. En 2012, il est membre de l'équipe continentale italienne Idea.

## Palmarès
- 2003
  - Trophée de la ville de Loano
  - Coppa d'Oro
- 2004
  - Une étape des Tre Ciclistica Bresciana
- 2005
  -  Champion d'Italie sur route juniors
  - Giro della Castellania
  - Prologue des Tre Ciclistica Bresciana
- 2006
  - 2e du Mémorial Davide Fardelli
- 2007
  - 3e de La Bolghera
  - 3e du Mémorial Guido Zamperioli

## Résultats sur les grands tours

### Tour d'Italie
1 participation
- 2009 : 141e

## Classements mondiaux
| Année           | 2007 | 2008 | 2009 | 2010 | 2011   | 2012   |
| --------------- | ---- | ---- | ---- | ---- | ------ | ------ |
| UCI Asia Tour   |      |      |      |      | 256e   |        |
| UCI Europe Tour | 819e |      |      |      | 1 274e | 1 028e |